# 新潮クレスト・ブックス
「新潮クレスト・ブックス」（しんちょうくれすとぶっくす）は、1998年から刊行されている新潮社による海外の小説、ノンフィクションの叢書。松家仁之が創刊に携わっている。180冊以上刊行されている。
印刷は株式会社精興社が担当しており、本文には精興社書体が用いられている。

## ラインナップ
- 『旅の終わりの音楽』（エリック・フォスネス・ハンセン 、村松潔訳）1998年5月、のち文庫化
- 『キス』（キャスリン・ハリソン、岩本正恵訳）1998年5月、のち文庫化
- 『アンジェラの灰』（フランク・マコート、土屋政雄訳）1998年7月、のち文庫化
- 『ハイウェイとゴミ溜め』（ジュノ・ディアス 、江口研一訳）1998年7月
- 『アンジェラの祈り』（フランク・マコート、土屋政雄訳）1998年7月
- 『ケンブリッジ・クインテット』（ジョン・L・キャスティ、藤原正彦,藤原美子訳）1998年9月
- 『穴掘り公爵』（ミック・ジャクソン、小山太一訳）1998年9月
- 『巡礼者たち』（エリザベス・ギルバート 、岩本正恵訳）1999年2月
- 『ジャイアンツ・ハウス』（エリザベス・マクラッケン 、鴻巣友季子訳）1999年2月
- 『ブルーミング』（スーザン・アレン トウス 、斎藤英治訳）1999年2月
- 『ネヴァーランドの女王』（ケイト・サマースケイル 、金子宣子訳）1999年4月
- 『アムステルダム』（イアン・マキューアン 、小山太一訳）1999年5月、のち文庫化
- 『スコットランドの黒い王様』（ジャイルズ・フォーデン 、武田将明訳）1999年6月
- 『花粉の部屋』（ゾエ・イェニー 、平野卿子訳）1999年8月
- 『グアヴァ園は大騒ぎ』（キラン・デサイ 、村松潔訳）1999年9月
- 『あなたが最後に父親と会ったのは?』（ブレイク・モリソン 、中野恵津子訳）1999年9月
- 『地獄のコウモリ軍団』（バリー・ハナ 、森田義信訳）1999年11月
- 『コールドマウンテン』（チャールズ・フレイジャー、土屋政雄訳）2000年2月
- 『朗読者』（ベルンハルト・シュリンク、松永美穂訳）2000年4月、のち文庫化
- 『停電の夜に』（ジュンパ・ラヒリ、小川高義訳）2000年8月、のち文庫化
- 『天使の記憶』（ナンシー・ヒューストン、横川晶子訳）2000年9月
- 『愛の続き』（イアン・マキューアン、小山太一訳）2000年11月、のち文庫化
- 『最後の晩餐の作り方』（ジョン・ランチェスター、小梨直訳）2001年3月
- 『ホワイト・ティース』（ゼイディー・スミス、小竹由美子訳）2001年6月
- 『パイロットの妻』（アニータ・シュリーヴ、高見浩訳）2001年8月
- 『逃げてゆく愛』（ベルンハルト・シュリンク、松永美穂訳）2001年9月、のち文庫化
- 『パリ左岸のピアノ工房』（T・E・カーハート、村松潔訳）2001年11月
- 『ソーネチカ』（リュドミラ・ウリツカヤ、沼野恭子訳）2001年12月
- 『ウォーターランド』（グレアム・スウィフト、真野泰訳）2002年2月
- 『最後の場所で』（チャンネ・リー、高橋茅香子訳）2002年2月
- 『その腕のなかで』（カミーユ・ロランス、吉田花子訳）2002年5月
- 『灰色の輝ける贈り物』（アリステア・マクラウド、中野恵津子訳）2002年11月
- 『石のハート』（レナーテ・ドレスタイン、長山さき訳）2002年4月
- 『アルネの遺品』（ジークフリート・レンツ、松永美穂訳）2003年2月
- 『シェル・コレクター』（アンソニー・ドーア、岩本正恵訳）2003年6月
- 『冬の犬』（アリステア・マクラウド、中野恵津子訳）2004年1月
- 『直筆商の哀しみ』（ゼイディー・スミス、小竹由美子訳）2004年3月
- 『あなたはひとりぼっちじゃない』（アダム・ヘイズリット、古屋美登里訳）2004年5月
- 『その名にちなんで』（ジュンパ・ラヒリ、小川高義訳）2004年7月、のち文庫化
- 『ペンギンの憂鬱』（アンドレイ・クルコフ、沼野恭子訳）2004年9月
- 『いつか、どこかで』（アニータ・シュリーヴ、高見浩訳）2004年10月
- 『奇跡も語る者がいなければ』（ジョン・マクレガー、真野泰訳）2004年11月
- 『遺失物管理所』（ジークフリート・レンツ、松永美穂訳）2005年1月
- 『彼方なる歌に耳を澄ませよ』（アリステア・マクラウド、中野恵津子訳）2005年2月
- 『ナターシャ』（デイヴィッド・ベズモーズギス、小竹由美子訳）2005年3月
- 『黄金の声の少女』（ジャン＝ジャック・シュル、横川晶子訳）2005年5月
- 『素数の音楽』（マーカス・デュ・ソートイ、冨永星訳）2005年8月、のち文庫化
- 『遠い音』（フランシス・イタニ、村松潔訳）2005年8月
- 『最後の注文』（グレアム・スウィフト、真野泰訳）2005年10月
- 『ある秘密』（フィリップ・グランベール、野崎歓訳）2005年11月
- 『世界の果てのビートルズ』（ミカエル・ニエミ、岩本正恵訳）2006年1月
- 『イラクサ』（アリス・マンロー、小竹由美子訳）2006年3月
- 『空高く』（チャンネ・リー、高橋茅香子訳）2006年5月
- 『サフラン・キッチン』（ヤスミン・クラウザー、小竹由美子訳）2006年8月
- 『大統領の最後の恋』（アンドレイ・クルコフ、前田和泉訳）2006年8月
- 『睡蓮の教室』（ルル・ワン、鴻巣友季子訳）2006年10月
- 『ナンバー9ドリーム』（デイヴィッド・ミッチェル、高吉一郎訳）2007年2月
- 『林檎の木の下で』（アリス・マンロー、小竹由美子訳）2007年3月
- 『千年の祈り』（イーユン・リー、篠森ゆりこ訳）2007年7月
- 『海に帰る日』（ジョン・バンヴィル、村松潔訳）2007年8月
- 『ガラスの宮殿』（アミタヴ・ゴーシュ、小沢自然,小野正嗣訳）2007年10月
- 『土曜日』（イアン・マキューアン、小山太一訳）2007年12月
- 『ペット・サウンズ』（ジム・フジーリ、村上春樹訳）2008年2月
- 『密会』（ウィリアム・トレヴァー、中野恵津子訳）2008年3月
- 『バーデン・バーデンの夏』（レオニード・ツィプキン、沼野恭子訳）2008年5月
- 『ふくろう女の美容室』（テス・ギャラガー、橋本博美訳）2008年7月
- 『博物館の裏庭で』（ケイト・アトキンソン、小野寺健訳）2008年8月
- 『見知らぬ場所』（ジュンパ・ラヒリ、小川高義訳）2008年8月
- 『時のかさなり』（ナンシー・ヒューストン、横川晶子訳）2008年9月
- 『帰郷者』（ベルンハルト・シュリンク、松永美穂訳）2008年11月
- 『ディビザデロ通り』（マイケル・オンダーチェ、村松潔訳）2009年1月
- 『極北で』（ジョージーナ・ハーディング、小竹由美子訳）2009年2月
- 『最終目的地』（ピーター・キャメロン、岩本正恵訳）2009年4月
- 『リリアン』（エイミー・ブルーム、小竹由美子訳）2009年6月
- 『通訳ダニエル・シュタイン』（リュドミラ・ウリツカヤ、前田和泉訳）2009年8月
- 『初夜』（イアン・マキューアン、村松潔訳）2009年11月
- 『ボート』（ナム・リー、小川高義訳）2010年1月
- 『シンメトリーの地図帳』（マーカス・デュ・ソートイ、冨永星訳）2010年2月、のち文庫化
- 『夜と灯りと』（クレメンス・マイヤー、杵渕博樹訳）2010年3月
- 『サラの鍵』（タチアナ・ド・ロネ、高見浩訳）2010年5月
- 『奪い尽くされ、焼き尽くされ』（ウェルズ・タワー、藤井光訳）2010年7月
- 『いちばんここに似合う人』（ミランダ・ジュライ、岸本佐知子訳）2010年8月
- 『黙祷の時間』（ジークフリート・レンツ、松永美穂訳）2010年8月
- 『無限』（ジョン・バンヴィル、村松潔訳）2010年10月
- 『小説のように』（アリス・マンロー、小竹由美子訳）2010年11月
- 『オスカー・ワオの短く凄まじい人生』（ジュノ・ディアス、都甲幸治,久保尚美訳）2011年2月
- 『週末』（ベルンハルト・シュリンク、松永美穂訳）2011年6月
- 『ソーラー』（イアン・マキューアン、村松潔訳）2011年8月
- 『メモリー・ウォール』（アンソニー・ドーア、岩本正恵訳）2011年10月
- 『ロスト・シティ・レディオ』（ダニエル・アラルコン、藤井光訳）2012年1月
- 『残念な日々』（ディミトリ・フェルフルスト、長山さき訳）2012年2月
- 『女が嘘をつくとき』（リュドミラ・ウリツカヤ、沼野恭子訳）2012年5月
- 『タイガーズ・ワイフ』（テア・オブレヒト、藤井光訳）2012年8月
- 『手紙』（ミハイル・シーシキン、奈倉有里訳）2012年10月
- 『祖母の手帖』（ミレーナ・アグス、中嶋浩郎訳）2012年11月
- 『終わりの感覚』（ジュリアン・バーンズ、土屋政雄訳）2012年12月
- 『夏の嘘』（ベルンハルト・シュリンク、松永美穂訳）2013年2月
- 『アンネ・フランクについて語るときに僕たちの語ること』（ネイサン・イングランダー、小竹由美子訳）2013年3月
- 『イースタリーのエレジー』（ペティナ・ガッパ、小川高義訳）2013年6月
- 『こうしてお前は彼女にフラれる』（ジュノ・ディアス、都甲幸治,久保尚美訳）2013年8月
- 『いにしえの光』（ジョン・バンヴィル、村松潔訳）2013年11月
- 『ディア・ライフ』（アリス・マンロー、小竹由美子訳）2013年12月
- 『もう一度』（トム・マッカーシー、栩木玲子訳）2014年1月
- 『遁走状態』（ブライアン・エヴンソン、柴田元幸訳）2014年2月
- 『大いなる不満』（セス・フリード、藤井光訳）2014年5月
- 『低地』（ジュンパ・ラヒリ、小川高義訳）2014年8月
- 『甘美なる作戦』（イアン・マキューアン、村松潔訳）2014年9月
- 『光の子供』（エリック・フォトリノ、吉田洋之訳）2014年10月
- 『マリアが語り遺したこと』（コルム・トビーン、栩木伸明訳）2014年11月
- 『善き女の愛』（アリス・マンロー、小竹由美子訳）2014年12月
- 『風の丘』（カルミネ・アバーテ、関口英子訳）2015年1月
- 『突然ノックの音が』（エトガル・ケレット、母袋夏生訳）2015年2月
- 『ヴォルテール、ただいま参上!』（ハンス＝ヨアヒム・シェートリヒ、松永美穂訳）2015年3月
- 『子供時代』（リュドミラ・ウリツカヤ、ウラジーミル・リュバロフ絵、沼野恭子訳）2015年6月
- 『あなたを選んでくれるもの』（ミランダ・ジュライ、岸本佐知子訳）2015年8月
- 『べつの言葉で』（ジュンパ・ラヒリ、中嶋浩郎訳）2015年9月
- 『文学会議』（セサル・アイラ、柳原孝敦訳）2015年10月
- 『未成年』（イアン・マキューアン、村松潔訳）2015年11月
- 『夜、僕らは輪になって歩く』（ダニエル・アラルコン、藤井光訳）2016年1月
- 『陽気なお葬式』（リュドミラ・ウリツカヤ、奈倉有里訳）2016年2月
- 『屋根裏の仏さま』（ジュリー・オオツカ、岩本正恵,小竹由美子訳）2016年3月
- 『あの素晴らしき七年』（エトガル・ケレット、秋元孝文訳）2016年4月
- 『煉瓦を運ぶ』（アレクサンダー・マクラウド、小竹由美子訳）2016年5月
- 『誰もいないホテルで』（ペーター・シュタム、松永美穂訳）2016年7月
- 『すべての見えない光』（アンソニー・ドーア、藤井光訳）2016年8月
- 『四人の交差点』（トンミ・キンヌネン、古市真由美訳）2016年9月
- 『ジュリエット』（アリス・マンロー、小竹由美子訳）2016年10月
- 『ウインドアイ』（ブライアン・エヴンソン、柴田元幸訳）2016年11月
- 『本を読むひと』（アリス・フェルネ、デュランテクスト冽子訳）2016年12月
- 『ビリー・リンの永遠の一日』（ベン・ファウンテン、上岡伸雄訳）2017年1月
- 『ふたつの海のあいだで』（カルミネ・アバーテ、関口英子訳）2017年2月
- 『人生の段階』（ジュリアン・バーンズ、土屋政雄訳）2017年3月
- 『五月の雪』（クセニヤ・メルニク 、小川高義訳）2017年4月
- 『階段を下りる女』（ベルンハルト・シュリンク、松永美穂訳）2017年6月
- 『オープン・シティ』（テジュ・コール、小磯洋光訳）2017年7月
- 『おじいさんに聞いた話』（トーン・テレヘン、長山さき訳）2017年8月
- 『運命と復讐』（ローレン・グロフ、光野多惠子訳）2017年9月
- 『ノーラ・ウェブスター』（コルム・トビーン、栩木伸明訳）2017年11月
- 『ファミリー・ライフ』（アキール・シャルマ、小野正嗣訳）2018年1月
- 『昏い水』（マーガレット・ドラブル、武藤浩史訳）2018年2月
- 『マザリング・サンデー』（グレアム・スウィフト、真野泰訳）2018年3月
- 『知の果てへの旅』（マーカス・デュ・ソートイ、冨永星訳）2018年4月
- 『憂鬱な10か月』（イアン・マキューアン、村松潔訳）2018年5月
- 『戦時の音楽』（レベッカ・マカーイ、藤井光訳）2018年6月
- 『ガルヴェイアスの犬』（ジョゼ・ルイス・ペイショット、木下眞穂訳）2018年7月
- 『最初の悪い男』（ミランダ・ジュライ、岸本佐知子訳）2018年8月
- 『変わったタイプ』（トム・ハンクス、小川高義訳）2018年8月
- 『両方になる』（アリ・スミス、木原善彦訳）2018年9月
- 『帰れない山』（パオロ・コニェッティ、関口英子訳）2018年10月
- 『ピアノ・レッスン』（アリス・マンロー、小竹由美子訳）2018年11月
- 『ミッテランの帽子』（アントワーヌ・ローラン、吉田洋之訳）2018年12月
- 『波』（ソナーリ・デラニヤガラ、佐藤澄子訳）2019年1月
- 『トリック』（エマヌエル・ベルクマン 、浅井晶子訳）2019年3月
- 『ある一生』（ローベルト・ゼーターラー、浅井晶子訳）2019年6月
- 『わたしのいるところ』（ジュンパ・ラヒリ、中嶋浩郎訳）2019年8月
- 『ケミストリー』（ウェイク・ワン、小竹由美子訳）2019年9月
- 『靴ひも』（ドメニコ・スタルノーネ、関口英子訳）2019年11月
- 『西への出口』（モーシン・ハミッド、藤井光訳）2019年12月
- 『友だち』（シーグリッド・ヌーネス、村松潔訳）2020年1月
- 『秋』（アリ・スミス、木原善彦訳）2020年3月
- 『オルガ』（ベルンハルト・シュリンク、松永美穂訳）2020年4月
- 『アコーディオン弾きの息子』（ベルナルド・アチャガ、金子奈美訳）2020年5月
- 『サブリナとコリーナ』（カリ・ファハルド＝アンスタイン、小竹由美子訳）2020年8月
- 『海と山のオムレツ』（カルミネ・アバーテ、関口英子訳）2020年10月
- 『レンブラントの身震い』（マーカス・デュ・ソートイ、冨永星訳）2020年11月
- 『赤いモレスキンの女』（アントワーヌ・ローラン、吉田洋之訳）2020年12月
- 『恋するアダム』（イアン・マキューアン、村松潔訳）2021年1月
- 『身内のよんどころない事情により』（ペーター・テリン、長山さき訳）2021年7月
- 『地上で僕らはつかの間きらめく』（オーシャン・ヴオン、木原善彦訳）2021年8月
- 『ウォーターダンサー』（タナハシ・コーツ、上岡伸雄訳）2021年9月
- 『冬』（アリ・スミス、木原善彦訳）2021年10月
- 『ハムネット』（マギー・オファーレル、小竹由美子訳）2021年11月
- 『緑の天幕』（リュドミラ・ウリツカヤ、前田和泉訳）2021年12月
- 『レニーとマーゴで100歳』（マリアンヌ・クローニン、村松潔訳）2022年1月
- 『フォンターネ 山小屋の生活』（パオロ・コニェッティ、関口英子訳）2022年2月
- 『春』（アリ・スミス、木原善彦訳）2022年3月
- 『夏』（アリ・スミス、木原善彦訳）2022年6月
- 『ホットミルク』（デボラ・レヴィ、小澤身和子訳）2022年7月
- 『光を灯す男たち』（エマ・ストーネクス、小川高義訳）2022年8月
- 『野原』（ローベルト・ゼーターラー、浅井晶子訳）2022年10月
- 『青いパステル画の男』（アントワーヌ・ローラン、吉田洋之訳）2022年12月
- 『別れの色彩』（ベルンハルト・シュリンク、松永美穂訳）2023年3月
- 『数学が見つける近道』（マーカス・デュ・ソートイ、冨永星訳）2023年3月
- 『ある犬の飼い主の一日』（サンダー・コラールト、長山さき訳）2023年4月

### アンソロジー
- 『新潮クレスト・ブックス 短篇小説ベスト・コレクション 記憶に残っていること』（堀江敏幸編）2008年8月
「マッサージ療法士ロマン・バーマン」（デイヴィッド・ベズモーズギス）- 初出『ナターシャ』
「もつれた糸」（アンソニー・ドーア）- 初出『シェル・コレクター』
「エルクの言葉」（エリザベス・ギルバート）- 初出『巡礼者たち』
「献身的な愛」（アダム・ヘイズリット）- 初出『あなたはひとりぼっちじゃない』
「ピルザダさんが食事に来たころ」（ジュンパ・ラヒリ） - 初出『停電の夜に』
「あまりもの」（イーユン・リー）- 初出『千年の祈り』
「島」（アリステア・マクラウド）- 初出『冬の犬』
「記憶に残っていること」（アリス・マンロー） - 初出『イラクサ』
「息子」（ベルンハルト・シュリンク）- 初出『逃げてゆく愛』
「死者とともに」（ウィリアム・トレヴァー）- 初出『密会』

- 『新潮クレスト・ブックス短篇小説ベスト・コレクション　美しい子ども』（松家仁之編）2013年8月
「非武装地帯」（アンソニー・ドーア） - 初出『メモリー・ウォール』
「地獄 / 天国」（ジュンパ・ラヒリ） - 初出『見知らぬ場所』
「エリーゼに会う」（ナム・リー） - 初出『ボート』
「自然現象」（リュドミラ・ウリツカヤ） - 初出『女が嘘をつくとき』
「水泳チーム」（ミランダ・ジュライ） - 初出『いちばんここに似合う人』
「階段の男」（ミランダ・ジュライ） - 初出『いちばんここに似合う人』
「老人が動物たちを葬る」（クレメンス・マイヤー） - 初出『夜と灯りと』
「美しい子ども」（ディミトリ・フェルフルスト） - 初出『残念な日々』
「ヒョウ」（ウェルズ・タワー） - 初出『奪い尽くされ、焼き尽くされ』
「若い寡婦たちには果物をただで」（ネイサン・イングランダー） - 初出『アンネ・フランクについて語るときに僕たちの語ること』
「リューゲン島のヨハン・セバスティアン・バッハ」（ベルンハルト・シュリンク） - 初出『夏の嘘』
「女たち」（アリス・マンロー） - 初出『小説のように』